# Quagmire and Meg
Quagmire and Meg («Куагмир и Мег») — десятая серия десятого сезона мультсериала «Гриффины». Премьерный показ состоялся 8 января 2012 года на канале FOX.

## Сюжет
У Мег праздник — ей исполняется 18 лет. На свой праздник она с родителями отправляется на ежегодное вручение премии «Teen Choice Awards». Вернувшись домой с мероприятия, Лоис и Питер рассчитывают на то, что кто-нибудь из приглашенных гостей (которым Лоис заранее заплатила) придут на праздник Мег, однако, выясняется, что никто поздравить её не пришел, кроме Гленна, который, поняв, что Мег исполняется 18 лет, начинает соблазнять дочь Питера.
Питер всячески пытается помешать попыткам Гленна ухаживать за Мег, так как он прекрасно понимает, чего тот добивается от неё. Но Лоис говорит, что Мег просто напросто «играет» со своими родителями для того, чтобы позлить их. Она предлагает просто не обращать внимания на то, что происходит с Мег и с кем она встречается.
Тем временем Гленн после очередного свидания приглашает Мег поехать к себе в свой домик на окраине города. Питер не препятствует этому, но когда Лоис узнает об этом, то ругается на Питера за то, что тот действительно смог отпустить свою дочь в дом Куагмира, который он сам использует исключительно для занятий любовью со своими девушками. Питер же говорит, что делал все так, как ему и сказала Лоис. Вместе Лоис с Питером немедленно бегут в дом Куагмира, но тот уже увез Мег в свой дом, мягко намекая на то, что собирается заняться сексом с ней.
Гриффины отправляются в дом Гленна, где находят уже почти раздетых Мег и Куагмира. Питер, угрожая расправой, увозит Мег домой, а Лоис в качестве извинений от Гленна добивается аренды домика на некоторое время. Уже дома Мег понимает, что ей не следовало было вестись на выходки Куагмира, но Питер говорит, что это основная роль родителей — поддерживать своих детей в трудных ситуациях, он вспоминает историю своей любви молодости.

## Рейтинги
- Рейтинг эпизода составил 3.1 среди возрастной группы 18-49 лет.
- Серию посмотрело порядка 6.23 миллиона человек.
- Серия стала самой просматриваемой в ту ночь «Animation Domination» на FOX, победив по количеству просмотров новые серии «Симпсонов», «Шоу Кливленда» и «Американского Папаши!»[1].

## Критика
- Эпизод получил смешанные отзывы.
- Кевин МакФарланд из A.V. Club дал эпизоду самую низкую оценку D, говоря о том, что эпизоде было много штампов и шаблонных шуток, использованных везде, где только можно было: от Монти Пайтона до Губки Боба. Все эти шутки разочаровали и оказались некстати[2].
- Кейт Мун из TV Fanatic дала эпизоду высокую оценку — 4.5/5, поясняя: «Было прекрасно увидеть семью вместе. В отличие от своего обычного поведения, некой неприязни и отсутствия привязанности к Мег, сегодня вечером мы увидели нечто обратное. Питер держал наготове оружие, направляя его в сторону Куагмира, в то время, как Лоис взяла на себя роль „мудрой мамы“.» Также она сказала, что «…попытки соблазнения Мег были очень интересной шуткой.»[3]